# Данијел Ч. Цуи
Данијел Чу Цуи (кин: 崔琦, 28. фебруар 1939) амерички је физичар кинеског порекла који је 1998. године, заједно са Робертом Лафлином и Хорстом Штермером, добио Нобелову награду за физику „за откриће нове форме квантног флуида”.